# ルーカス (歌手)
ルーカス（韓：루카스、英：LUCAS、1999年1月25日 - ）は香港出身の歌手、モデル。男性アイドルグループ・NCTの元メンバー。SMエンタテインメント所属。本名は黄旭熙（ウォン・ユッケイ、ファン・シューシー、こう きょくき、朝: 황욱희、英: Wong Yuk-Hei）。
2018年1月、NCTに加入。2018年2月、NCT Uでデビュー。2019年1月、中国ユニットWayV（威神V）でデビュー。2019年10月、SuperMでデビュー。2023年5月、NCTとWayVを脱退。2024年4月、ソロデビュー。

## 来歴

### 生い立ち・SMエンタ入社
1999年1月25日、香港特別行政区新界沙田で香港人の父親とタイ人の母親の間に生まれる。東華三院邱金元中学校を卒業した。
2015年、香港で開催されたSMエンタテインメントのグローバルオーデションを通じて入社し、練習生となる。人生経験をするためオーディションを受けた。オーディションではモデルポーズを3つ披露して合格したという。
2017年4月6日、SMルーキーズのメンバーとして公開された。4月7日公開、テンのデジタルシングル「夢中夢(Dream In A Dream)」のミュージックビデオに出演。

### NCTとしてデビュー（2018年）

#### 2018年
1月31日、紹介映像「NCT 2018 Yearbook」を通じてNCTのメンバーとなることが発表された。
2月19日、デビューユニットNCT Uの楽曲「BOSS」のミュージックビデオが公開された。
2月22日、Mnet『M COUNTDOWN』で「BOSS」を披露し、正式デビュー。
4月1日、NCT Uとして参加した「YESTODAY」のミュージックビデオが公開された。
6月18日発売、テヨン「All Night Long」にフィーチャリングで参加。
11月29日、ダーティ・ループスのジョナ・ニルソンと歌った「Coffee Break」が発売された。
12月31日、NCTの中国ユニット・WayV（威神V）のメンバーとしてデビューすることが発表された。

### WayV・SuperMとしてデビュー（2019年 - 2020年）

#### 2019年
1月17日、所属ユニットWayVのファーストデジタルアルバム『The Vision』が発売され、中国デビュー。
4月26日より、中国浙江衛視のバラエティ番組『奔跑吧』（第3シーズン）にレギュラー出演した。
7月11日より、インドネシアのコーヒーブランド「NEO Coffee」のコマーシャルに出演した。
8月8日、SMエンタテインメントのアーティストからなるグループSuperMのメンバーとしてデビューすることが明らかになった。
10月4日、所属グループSuperMのファーストミニアルバム『SuperM』が発売された。

#### 2020年
10月12日、NCT Uとして参加した「Make A Wish (Birthday Song)」のミュージックビデオが公開された。

### 活動休止とグループ脱退（2021年 - 2023年）

#### 2021年
4月より、中国浙江衛視『奔跑吧』（第5シーズン）に出演した。
8月25日、複数女性との交際トラブルに関わる私生活騒動のため、インスタグラムに手書きの謝罪文を公表し活動を中断した。25日に発売予定だったWayV内のユニットWayV-LUCAS&HENDERYのシングル「Jalapeño」の全てのコンテンツの公開が中止された。

#### 2022年
2月9日、自身のインスタグラムを6ヶ月ぶりに更新し、海の上に浮かんだ太陽を撮った1枚のモノクロ写真を投稿した。
8月28日、自身のインスタグラムを6ヶ月ぶりに更新し、映画『トップガン』のワンシーンの写真が投稿された。

#### 2023年
2月1日、SMエンタテインメントのイ・ソンス代表が、自身のインスタグラムにルーカスとのツーショット写真を公開した。またルーカスのインスタグラムからはスタジオでのダンス練習映像が公開された。
5月10日、自身のインスタグラムのアカウントにて、NCTとWayVからの脱退を発表した。今後は個人活動を開始するつもりであると明かした。
6月7日より、活動休止から更新をストップしていた有料チャットサービス「bubble」を再スタートさせた。
9月12日、自身のインスタグラムにて予告なしの生配信を実施し、ファンに近影を公開した。

### 活動復帰と個人活動（2024年 - ）

#### 2024年
2月21日、公式Xアカウントを開設した。
2月24日より、公式YouTubeチャンネル「LUCAS」を開設し、2年間の活動休止期間を語るドキュメンタリーシリーズ「LUCAS Documentary」を公開した。
4月1日、1stシングル「Renegade」をリリースし、ソロ歌手としてデビュー。
4月13日より、ファンコンサートツアー「LUCAS FANCON TOUR IN ASIA <FIAT LUX : 熙>」を開催した。

## 人物

### 家族・ニックネーム
父親は香港人、母親はタイ人。弟が一人いる。幼い頃からタイによく訪れていた。母親はタイで美容師をしていた。母親はピのファンであった。
北京語、広東語、朝鮮語を話すことができると公言しているが、タイ語に関してはGOT7のベンベンからそこまで上手ではないと言われており、英語に関してはカタコトである。
子供の頃の夢は消防士。
ニックネームには「ジャイアントベイビー」、「6フィートの赤ちゃん（six-foot-tall baby）」がある。

### 趣味・嗜好
体力に自信がある。やり投げを3年間やっていた。腕立て伏せ60回を46秒でこなすことができる。一番自信のある身体の部位は胸の筋肉。一番自信のある顔のパーツは母親似だという綺麗な目。好きなアーティストはJ・コール。
ジャスティン・ビーバーの表情をモノマネすることができる。
最初に覚えた朝鮮語は、電話で出前を頼む時の「もしもし、こちらSMですけど」。ハンバーガーを食べるときに最後の一口を残してしまう癖がある。
子どものときにGOT7のジャクソンの家から徒歩1分ほどの近所に住んでいたが、その時はお互いのことを知らなかった。

### 仮装
2018年のSMエンタテインメントのハロウィンパーティーではマイティ・ソーの仮装をした。2020年10月のウィンウィンのバースデーパーティでは『アナと雪の女王』よりエルサの仮装を披露した。

## 参加作品

### ソロ楽曲

#### シングル
| No. | タイトル                  | 収録曲                                              | サークル チャート （週間） | 売上枚数 （CIRCLE） |
| --- | ------------------------- | --------------------------------------------------- | -------------------------- | ------------------- |
| 1st | Renegade （2024年4月1日） | 収録曲 1. Renegade 2. Dip It Low 3. Crushing on You | 13位                       | 31,961枚            |

### NCT U
| 公開日 | 公開日   | タイトル                       | 収録アルバム             | ミュージックビデオ | ダンスプラクティス         | 備考       |
| ------ | -------- | ------------------------------ | ------------------------ | ------------------ | -------------------------- | ---------- |
| 2018年 | 2月19日  | BOSS                           | NCT 2018 Empathy         | BOSS               | BOSS Dance Practice        | デビュー曲 |
| 2018年 | 4月2日   | YESTODAY                       | NCT 2018 Empathy         | YESTODAY           | -                          |            |
| 2020年 | 10月12日 | Make A Wish (Birthday Song)    | NCT 2020:RESONANCE Pt. 1 | Make A Wish        | Make A Wish Dance Practice |            |
| 2020年 | 10月12日 | Volcano                        | NCT 2020:RESONANCE Pt. 1 | -                  | -                          |            |
| 2020年 | 10月12日 | 피아노 (Faded In My Last Song) | NCT 2020:RESONANCE Pt. 1 | -                  | -                          |            |

### WayV-LUCAS＆HENDERY
- 「Jalapeño」（公開日未定）

### NCT 2018
- 「Black on Black」 - ミュージックビデオ(Performance Ver.) - YouTube

### コラボレーション
- 「Coffee Break (Feat. Richard Bona)」（ジョナ・ニルソン、2018年） - ミュージックビデオ - YouTube

### フィーチャリング
- 「All Night Long」（少女時代テヨン、2018年）

## 出演

### ミュージックビデオ
- 「夢中夢」- （テン、2017年） - ミュージックビデオ - YouTube

### テレビ出演
- JTBC『知ってるお兄さん』（2018年8月18日）[35]
- KBS 2TV『ハッピートゥゲザー3』（2018年9月20日）[40]
- MBC『本物の男300』（2018年9月21日）[46]
- SBS『ジャングルの法則 in ラストインド洋』（2018年9月）[47]
- 浙江衛視『王牌対王牌』
- 浙江衛視『奔跑吧』- 第3シーズン（2019年）
- 浙江衛視『奔跑吧』- 第5シーズン（2021年）
- 湖南衛視『快乐大本营』（2021年5月）

### ネット配信
- 「HOT＆YOUNG ソウル旅行」（NCTの旅行バラエティ番組、2018年）[48]

### 雑誌掲載（単独）
- 『Dazed Korea』8月号（2018年）[49]
- 『BAZAAR Korea』12月号（2018年）

### イベント

#### 2018年
- 10月、ソウル東大門デザインプラザで開催された「2019 S/S HERA ソウルファッションウィーク」のKYEコレクションにモデルとして出演[50]。

#### 2019年
- 5月31日、テン、ヤンヤンとともに上海宝龍美術館で開催されたフェンディの秋冬コレクションに参加[51]。
- 6月6日、クン、ヘンドリーとともに上海バーバリー期間限定店舗開店式に参加[52]。
- 6月15日、ヘンドリーと武漢武商広場で開催された資生堂の日焼け止め製品イベントに参加[53]。
- ６月、クン、テンとともに南京徳基広場バーバリー期間限定店舗開店式に参加[54]。
- 7月31日、香水ブランド「花与她」プロモーションのための成都バーバリー期間限定店舗開店式に参加[55]。
- 9月16日、ロンドンで開催されたバーバリーの春夏コレクションに参加した[56]。

## コンサート
| 開催年 | 開催日  | タイトル                                  | 開催地     |
| ------ | ------- | ----------------------------------------- | ---------- |
| 2024年 | 4月13日 | LUCAS FANCON TOUR IN ASIA <FIAT LUX : 熙> | 香港       |
| 2024年 | 5月11日 | LUCAS FANCON TOUR IN ASIA <FIAT LUX : 熙> | ジャカルタ |
| 2024年 | 6月2日  | LUCAS FANCON TOUR IN ASIA <FIAT LUX : 熙> | 台北       |
| 2024年 | 6月15日 | LUCAS FANCON TOUR IN ASIA <FIAT LUX : 熙> | マニラ     |

## 広告

### コマーシャル
- 「NEO Coffee」（インドネシア）

### イメージキャラクター
- 「安慕希希腊酸奶」（中国、乳製品ブランド「伊利」のヨーグルト）[57]
- 「Carslan」（中国、化粧品）[58]